# Laevicephalus tritus
Laevicephalus tritus är en insektsart som beskrevs av Beamer och Leonard D. Tuthill 1934. Laevicephalus tritus ingår i släktet Laevicephalus och familjen dvärgstritar. Inga underarter finns listade i Catalogue of Life.